# Good Life Recordings
Good Life Recordings és un segell discogràfic flamenc, amb seu a la ciutat de Kortrijk, que va ser fundat l'any 1996 per Edward Verhaeghe, que havia estat el cantant del grup Nations on Fire. El segell està especialitzat en música hardcore punk.
Good Life Recordings va publicar la majoria de discos dels grups que formaven part de l'escena metalcore de Flandes Occidental anomenada H8000. Entre els anys 2000 i 2003 Good Life Recordings va acordar amb el segell estatunidenc Trustkill Records de publicar alguns discos d'edició limitada i recopilacions d'alguns dels seus grups. També va publicar el disc Path Of Survival del grup sitgetà Shorebreak.

## Artistes
- 25 Ta Life
- Angel Crew
- Arkangel
- Breach
- Congress
- Integrity
- Morning Again
- Nasty
- No Second Chance
- Shelter
- Shorebreak